# Плита Манус

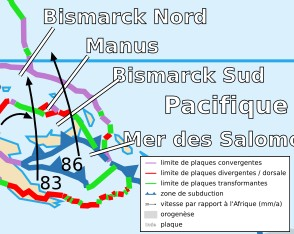
Мапа розташування плити Манус

Плита Манус — літосферна мікроплита. Має площу 0.0002 стерадіан. Це найменш вивчена тектонічна плита. Зазвичай асоціюється з Тихоокеанською плитою.
Є підмурівком дуже невеликої частини моря Бісмарка на південно-схід від острова Манус, на честь якого названа.
Плита Манус межує Північнобісмаркською й Південнобісмаркською плитами.